# エリュルス
エリュルス（Erylus）、あるいはエルルス（Erulus）は、ローマ神話に登場する怪物的な人物である。
サビーニー人の女神フェーローニアの子で、ラティウムのプラエネステ（現在のパレストリーナ）の王とされ、ギリシアのアルカディアからイタリアに移住してきた英雄エウアンドロスに討たれた。ウェルギリウスの『アエネーイス』によるとエリュルスは3つ身体と3つの命を持っていたので、エウアンドロスは3回エリュルスを討ったと述べている。なお、この人物は他の文献には見られない。